# Chlaenius cherensis
Chlaenius cherensis  (лат.) — вид жужелиц рода слизнееды (Chlaenius) из подсемейства Harpalinae (надтриба Chlaeniitae, триба Chlaeniini, подтриба Chlaeniina). Восточная Африка, остров Сокотра.

## Описание
Среднего размера жужелицы, длина тела от 12 до 14 мм. Голова и пронотум металлически зелёные; надкрылья голубовато-чёрные с желтоватым опушением.